# Grot van Milatos
De Grot van Milatos (Grieks: Σπήλαιο Μιλάτου) bevindt zich een kilometer ten oosten van het dorp Milatos in de gemeente Agios Nikolaos op Kreta. De grot heeft een oppervlakte van ruim 2100 vierkante meter.

## Geschiedenis
De Grot van Milatos is vooral bekend door de gebeurtenissen die er zich afspeelden tijdens de Griekse Onafhankelijkheidsoorlog. Om een dreigende opstand tegen het Ottomaanse Rijk de kop in te drukken, werd er in 1822 een Egyptisch-Turks leger onder leiding van Hassan Pasja naar Kreta gestuurd. Toen hij in 1823 naar de stad Neapoli kwam, vluchtten veel inwoners naar de grot van Milatos. In de grot zouden 2000 tot 3600 mensen hebben gezeten. Onder hen waren ongeveer 300 gewapende mannen, de rest bestond uit vrouwen en kinderen.

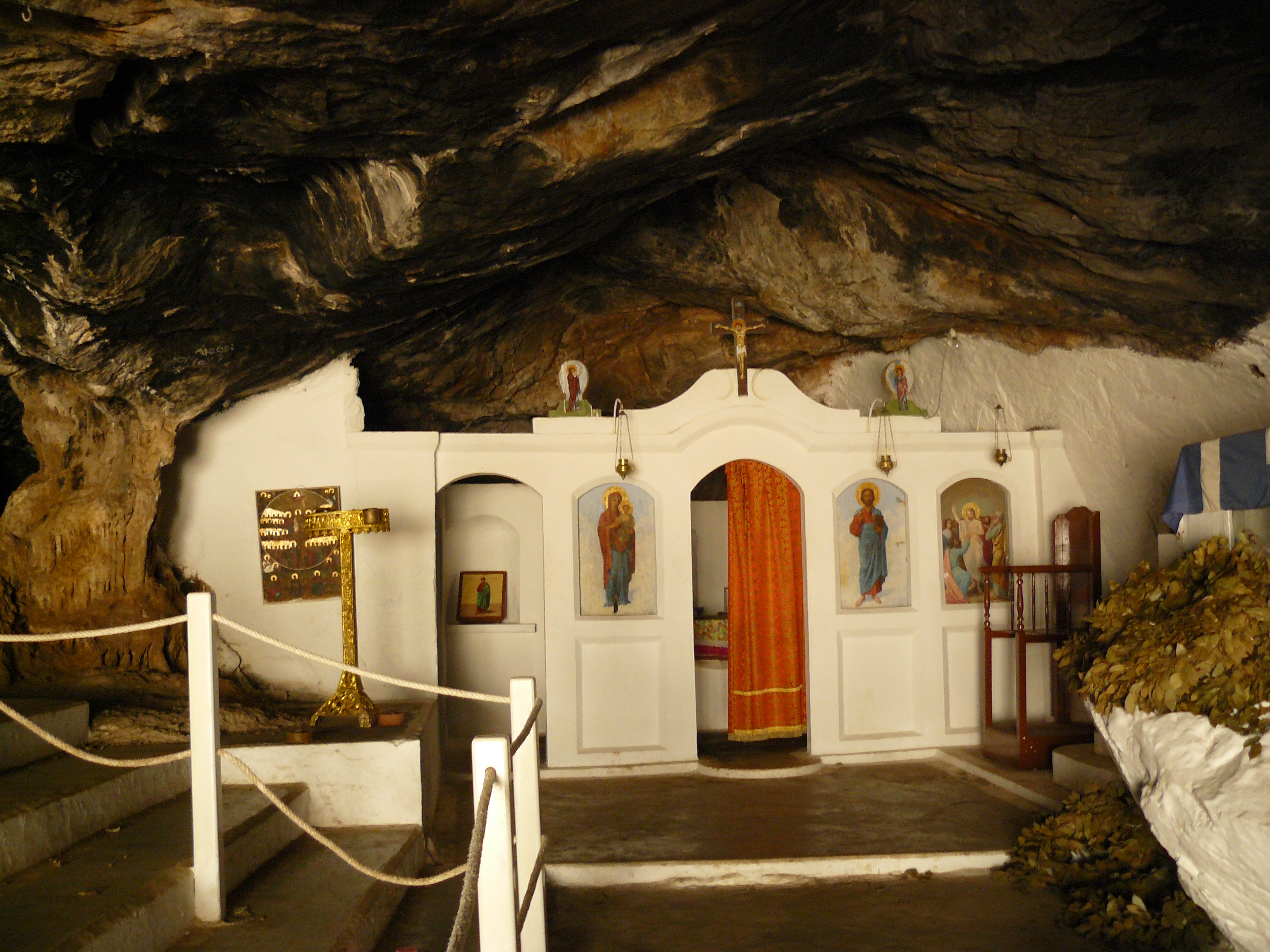

Op 3 februari 1823 liet Hassan Pasja de uitgangen van de vallei waarin de grot ligt blokkeren en liet vervolgens het leger de ingang van de grot beschieten. De belegering duurde tot 15 februari. Toen moesten de vluchtelingen zich overgeven om niet om te komen van de dorst. De mannen werden gedood of naar Spinalonga gebracht, waar ze later werden geëxecuteerd. Ook de oudere vrouwen werden gedood. De jongere vrouwen en kinderen werden verkocht als slaven.
Een inscriptie bij de ingang van de grot herinnert aan de gebeurtenissen in 1823. Ter ere van de apostel Thomas is in de grot een kapel gebouwd. In het bijbehorende ossuarium bevinden zich enkele botten van de slachtoffers. Ieder jaar wordt hier op de zondag na Pasen een feest ter ere van Thomas gehouden en worden de doden herdacht.